# Otto Riecker
Otto Riecker (* 22. Februar 1896 in Pforzheim; † 9. September 1989 in Karlsruhe-Rüppurr) war ein deutscher evangelischer Pfarrer. Er verfasste zahlreiche evangelikale Schriften und gründete das Lebenszentrum Adelshofen.

## Leben
Nach dem Ersten Weltkrieg studierte Riecker in Tübingen, Leipzig, Marburg und Berlin. Von 1923 bis 1927 war er Vikar in Karlsruhe, Weinheim und Pforzheim. Von 1927 bis 1935 hatte er eine Pfarrstelle in Ahorn-Buch, von 1936 bis 1950 in Heidelberg. 1950 kam er als Pfarrer nach Adelshofen, wo er sich ab 1955 der evangelikalen Mission verschrieb, woraus 1958 eine Bibelschule entstand, das heutige Lebenszentrum, dem er bis 1984 vorstand.

## Schriften
- Das evangelistische Wort. Pneumatologie und Psychologie der evangelistischen Bewegung. Träger, Rede und Versammlung (1935)
- Die Wiedererweckung der Kirche. Von der innerkirchlichen zur missionarischen Haltung (1937)
- Ruf zur Seelsorge (1939)
- Der Ausweg aus der seelischen Not der Gegenwart (1946)
- Die seelsorgerliche Begegnung (1947)
- Illusion um Gott (1956)
- Erweckung heute und ihre Botschaft an uns (1958)
- Ruf an alle – George Whitefield (1962)
- Jesu Name nie verklinget (Liedersammlung, 3 Bände, 1962–74)
- Erwecklich singen? Wert und Bedeutung des erwecklichen Liedes (1967)
- Mission oder Tod. Persönlicher missionarischer Einsatz als Lebensnotwendigkeit für den Einzelnen und für die Gemeinschaft (1968)
- Ruf aus Indonesien – Ansprachen von P. Oktavianus und Bruder Scheunemann (1971)
- Herausforderung an die Gemeinde. Der erweckliche Geist und die Lebendigkeit der Gläubigen (1972)
- Geschaffen aus dem Nichts. Bericht über das Werden des Lebenszentrums Adelshofen (1972)
- Bildung und Heiliger Geist (1974)
- Leben unter Gottes Führung (1975)